# Franco Marini
Franco Marini (San Pio delle Camere, 9 de abril de 1933 – 9 de fevereiro de 2021) foi um sindicalista e político italiano. Marini foi eleito senador nas eleições legislativas italianas de 2006 e também Presidente da Câmara Alta (Senado) do Parlamento da Itália em 29 de abril de 2006. Desde 14 de outubro 2007 é um dos expoentes do Partido Democrático.

## Biografia
Franco Marini formou-se em Direito. Juntou-se ao Democracia cristã desde 1950. Após vários anos de formação e experiência, ele entrou no escritório do Ministério de estudos para o sul. Vice-Secretário-Geral da Federação dos Funcionários Públicos (CISL) em 1965, subiu os cumes da CISL na década de 1970, tornando-se vice-secretário do sindicato. Em 1985, ele foi nomeado secretário nacional. Em abril de 1991, foi ministro do Trabalho do sétimo governo de Giulio Andreotti. Na política uma vez de 1992, foi pela primeira vez um candidato para a Câmara dos Deputados e é o primeiro dos eleitos a nível nacional. Depois da formação, em 1994, do Partito Popolare Italiano e tornou-se seu secretário em 1997, sucedendo Gerardo Bianco.
Eleito para o Parlamento Europeu nas eleições de 1999. Responsável na organização La Margherita - Democrazia è Libertà, em 2002, na legislatura XV é eleito para o Senado, da qual se tornou Presidente em 29 de abril de 2006. Após a queda do governo Prodi, em janeiro de 2008, o Presidente da República Giorgio Napolitano dá Marini um trabalho projetado para testar a possibilidade de consentimento da maioria e da oposição sobre a reforma da lei eleitoral. Após quatro dias de consultas com todos os grupos parlamentares e alguns representantes dos parceiros sociais, Marini coloca seu trabalho nas mãos do Presidente da República. Marinho participou da fundação do Partido Democrático. Reeleito para o Senado em 2008, é membro da Comissão dos Assuntos Externos.
Morreu em 9 de fevereiro de 2021, aos 87 anos, de COVID-19.